# Warrenpoint Town Football Club
Maillots
Actualités
Dernière mise à jour : 23 août 2024.
Warrenpoint Town Football Club est un club nord-irlandais de football basé à Warrenpoint. Fondé en 1988, il connaît une ascension très rapide dans la hiérarchie du football nord-irlandais jusqu’à parvenir  au terme de la saison 2012-2013 en première division pour la première fois.

## Histoire du club
Le Warrenpoint Town Football Club est créé en 1988 et joue avec le statut amateur les vingt deux premières saisons de son existence dans les championnats régionaux. Après avoir été couronné champions de la Mid-Ulster Football League au terme de la saison 2009-2010, le club commence son ascension. Il accède au championnat national après l’accord de la fédération nord-irlandaise et joue en Championship 2 la troisième division nord-irlandaise. Lors de cette première saison, le club se procure une première victoire de prestige au cinquième tour de la  Coupe d'Irlande du Nord de football en battant sur son terrain l’équipe professionnelle du Cliftonville Football Club. La première saison en Championship 2 est une totale réussite puisque Warrenpoint remporte le championnat en ne perdant qu’un seul des trente matchs de la saison. Cette victoire acquise avec neuf points d’avance sur son dauphin lui permet de se hisser en Championship 1, la deuxième division nord-irlandaise.
La première saison en Championship 1 permet au club de s’adapter à son nouvel environnement. Il lutte toute la saison pour ne pas être relégué et échappe à cette relégation de justesse en terminant à la 12e place du classement final.
Au commencement de la saison 2012-2013, le club bénéficie indirectement du retrait du championnat du club de Newry City en récupérant quelques joueurs du club de la ville voisine devenus chômeurs. L’équipe se trouve alors bien renforcée et son parcours en championnat se trouve de fait transformé. Plutôt que de jouer pour éviter d’être relégué, Warrenpoint se trouve rapidement en position de jouer les premières places du championnat. En lutte jusqu’à la dernière journée avec le Dundela Football Club, Warrenpoint termine à la deuxième place et se qualifie pour le barrage de promotion/relégation contre l’avant dernier de la première division. Warrenpoint sort vainqueur de sa double confrontation contre le Donegal Celtic Football and Social Club et obtient sa promotion dans l’élite nord-irlandaise.
Le club est donc passé du championnat amateur régional à la première division professionnelle entre 2010 et 2013 avec trois promotions en quatre saisons.
Milltown, le stade habituel du club étant trop petit pour les critères de la première division, Warrenpoint jouera ces matchs de championnat à Stangmore Park, le stade du Dungannon Swifts Football Club.

## Palmarès
- Championship 2 : 1
  - Vainqueur en 2010-2011

- Mid-Ulster Football League : 3
  - Vainqueur en 2000-2001, 2007-2008, 2009-2010